# UB-37号潜艇
陛下之UB-37号艇是德意志帝国海军于第一次世界大战期间建造的其中一艘UB-II型近岸潜艇或称U艇。它由汉堡的布洛姆与福斯船厂承建，于1915年12月28日下水，至1916年6月10日交付使用。其艇载武器包括两具500毫米的艇艏鱼雷发射管以及一门88毫米口径甲板炮。UB-37号的整个服役生涯都是在佛兰德区舰队度过的，并参与了大西洋潜艇战。在总共10次巡逻期间，该艇累计击沉了31艘协约国或中立国商船，容积总吨为20504吨。1917年1月14日，UB-37号在英吉利海峡遭英国Q船彭斯赫斯特号击沉，艇内21名官兵全数阵亡。

## 设计
第一次世界大战爆发后，随着U艇战形势的发展，UB-I型潜艇排水量过小、适航性不佳、推进系统可靠性低等问题愈发凸显。其水面航速甚至追不上商船，以5節（9.3每小時）航速潜航1小时后，蓄电池电能便会耗尽。它们甚至无力应对多佛尔海峡8至10節（15至19每小時）的海流。为此，潜艇监察局于1915年4月研发了UB-I型潜艇的放大版——UB-II型，并由德国国家海军办公室委托两家造船厂建造。其中UB-37号是由汉堡布洛姆与福斯船厂承建的第二批次的八号艇，于1915年12月28日下水。
与前一批次的UB-II型艇相比，UB-37号的水面及水下排水量分别增至274吨和303吨，全长增至36.90米，艇体采用单壳体加鞍形水柜构造。由于突破了铁路限界，舷宽也得以增至4.37米。该艇采用双桨驱动，其主机为两台科尔庭六缸四冲程270匹公制馬力（200千瓦特）柴油机用于水面运行，以及两台280匹公制馬力（210千瓦特）的西门子-舒克特电动发电机用于水下航行；水面最高航速9.06節（16.78每小時），水下5.71節（10.57每小時）；能够在水面以5节航速续航7,030海里（13,020），或以4節（7.4每小時）连续在水下航行45海里（83）而无需充电。蓄电池被放置在中央潜柜的前方，以配平更重的发动机安装。其最大潜水深度为50米，潜没需时为30－45秒。
UB-37号的主武器为两具500毫米艇艏鱼雷发射管，采用层叠式布局，以实现可以创造最佳表面效率的舷弧设计；鱼雷携带量为4枚，威力亦显著提高。辅助武器是一门88毫米30倍径速射炮。司令塔增加了一具潜望镜，并配备了1根两段式可伸缩通信桅杆，前水平舵外形也做了调整。其标准船员编制为2名军官加21名水兵。

## 服役历史
1916年6月17日，UB-37号在前UB-16号艇长、海军中尉汉斯·瓦伦丁纳的指挥下正式入役，随即展开海试。完成海试后，该艇独力驶往泽布吕赫，于1916年7月5日正式加入佛兰德区舰队。在佛兰德服役期间，UB-37号参与了大西洋潜艇战，曾先后执行10次巡逻，累计击沉了31艘协约国或中立国商船，容积总吨为20504吨。
1917年1月2日，UB-37号从布鲁日出发，前往英吉利海峡开展破交战，从此再没有返航。1月14日，正在当地海域巡逻的英国海军Q船彭斯赫斯特号发现了UB-37号，遂减速并转向，朝潜艇的侧面驶去。然而，UB-37号猛冲越过彭斯赫斯特号的船艏，并持续开火，在20分钟的时间里造成了破坏和数人伤亡。最后，当无法取得进一步优势时，彭斯赫斯特号开火，首轮齐射便取得多发命中。UB-37号当即瘫痪并开始下沉，彭斯赫斯特号继而在该处投下深水炸弹，结束了它的攻击。UB-37号就此遭摧毁，艇内21名官兵无人幸存。其残骸位于阿格角东北偏北约25海里（46）的50°7′N 1°47′E / 50.117°N 1.783°E处，于1999年由海洋考古学家英尼斯·麦卡特尼确认身份。

## 袭击历史摘要
| 日期           | 船名                | 船籍         | 吨位 | 结局       |
| -------------- | ------------------- | ------------ | ---- | ---------- |
| 1916年7月21日  | 萨姆索号            | 丹麦         | 388  | 击伤       |
| 1916年7月22日  | 巴姆斯号            | 挪威         | 308  | 击沉       |
| 1916年7月22日  | 艾达号              | 瑞典         | 302  | 击沉       |
| 1916年7月22日  | 朱诺号              | 挪威         | 355  | 击沉       |
| 1916年7月22日  | 偏好号              | 瑞典         | 222  | 击沉       |
| 1916年7月22日  | 苏夫拉号            | 挪威         | 580  | 击沉       |
| 1916年8月9日   | 达内万号            | 丹麦         | 1247 | 击沉       |
| 1916年8月11日  | 鲁弗斯号            | 挪威         | 202  | 击沉       |
| 1916年8月13日  | 弗里马德号          | 挪威         | 104  | 击沉       |
| 1916年8月13日  | 佩皮塔号            | 瑞典         | 261  | 击沉       |
| 1916年8月13日  | 雷斯皮特号          | 挪威         | 473  | 击沉       |
| 1916年9月10日  | 海鸥号              | 荷蘭         | 400  | 缴作战利品 |
| 1916年9月23日  | 德累斯顿号          | 英国         | 807  | 击沉       |
| 1916年9月23日  | 珍珠号              | 英国         | 613  | 击沉       |
| 1916年9月24日  | 大洋号              | 法國         | 60   | 击沉       |
| 1916年9月25日  | 非洲号              | 法國         | 1743 | 击沉       |
| 1916年10月24日 | 树枝号              | 英国         | 128  | 击沉       |
| 1916年11月13日 | 我们的男孩号        | 英国         | 63   | 击沉       |
| 1916年11月13日 | 超凡号              | 英国         | 50   | 击沉       |
| 1916年11月28日 | 勤勉号              | 英国         | 42   | 击沉       |
| 1916年11月28日 | 安菲特里忒号        | 英国         | 44   | 击沉       |
| 1916年11月28日 | 卡泰纳号            | 英国         | 36   | 击沉       |
| 1916年11月28日 | 节俭号              | 英国         | 38   | 击沉       |
| 1916年11月28日 | 海雀号              | 英国         | 42   | 击沉       |
| 1916年11月28日 | 猞猁号              | 英国         | 43   | 击伤       |
| 1916年11月30日 | 和睦号              | 英国         | 51   | 击沉       |
| 1916年12月1日  | 埃里克·林内厄号     | 挪威         | 1097 | 击沉       |
| 1916年12月4日  | 福弗号              | 希腊         | 2615 | 击沉       |
| 1916年12月6日  | 哈夫丹号            | 丹麦         | 1305 | 击沉       |
| 1916年12月7日  | 玛格丽特·多尔菲斯号 | 法國         | 1948 | 击沉       |
| 1917年1月5日   | 阿斯塔号            | 挪威         | 573  | 击沉       |
| 1917年1月7日   | 汉西号              | 挪威         | 1142 | 击沉       |
| 1917年1月10日  | 乐堡号              | 丹麦         | 2056 | 击沉       |
| 1917年1月14日  | 诺尔玛号            | 丹麦         | 1997 | 击沉       |
| 1917年1月14日  | 彭斯赫斯特号        | 英國皇家海軍 | 1191 | 击伤       |

## 脚注
1. 1 2  Rössler，第64頁.
2. 1 2 3 4 5 6  Gröner 1991，第23-25頁.
3. 1 2 3  Rössler，第65頁.
4. 1 2  Helgason, Guðmundur. . German and Austrian U-boats of World War I - Kaiserliche Marine - Uboat.net.   [2015-02-01].
5. ↑  Helgason, Guðmundur. . German and Austrian U-boats of World War I - Kaiserliche Marine - Uboat.net.   [2015-02-01].
6. 1 2 3  陈进，第47頁.
7. 1 2  Helgason, Guðmundur. . German and Austrian U-boats of World War I - Kaiserliche Marine - Uboat.net.   [2022-03-29].
8. ↑  Rössler，第50頁.
9. ↑  Bendert，第67頁.
10. 1 2  Helgason, Guðmundur. . German and Austrian U-boats of World War I - Kaiserliche Marine - Uboat.net.   [2015-02-02].
11. 1 2  NARS，第84頁.
12. ↑  Kemp，第23頁.
13. ↑  McCartney，第91-93頁.